# Iwan Trusz
Iwan Iwanowycz Trusz, ukr. Іван Іванович Труш (ur. 17 stycznia 1869 w Wysocku, zm. 22 marca 1941 we Lwowie) – ukraiński malarz.

## Życiorys
W latach 1892–1897 studiował malarstwo na Szkole Sztuk Pięknych w Krakowie u Leona Wyczółkowskiego i Jana Stanisławskiego. W okresie studiów w Krakowie zaprzyjaźnił się z pisarzem Wasylem Stefanykiem. Studiował również w Wiedniu w 1894, a po otrzymaniu stypendium w 1897 na Akademii Sztuk Pięknych w Monachium u Antona Ažbe.
Odbył podróże do Włoch, Krymu, Egiptu i Palestyny. W 1898 zamieszkał na stałe we Lwowie, gdzie został aktywnym członkiem Towarzystwa Naukowego im. Szewczenki. W 1912 został wykładowcą tamtejszej Wolnej Akademii Sztuk Pięknych. Od 1902 uczestniczył w wystawach krakowskiego Towarzystwa Przyjaciół Sztuk Pięknych. 
Był autorem przede wszystkim pejzaży, odzwierciedlających jego kontemplacyjny stosunek do przyrody. Z powodzeniem uprawiał także malarstwo portretowe, utrwalając wizerunki przedstawicieli lwowskiej i kijowskiej inteligencji. Znane są także obrazy artysty ilustrujące życie Hucułów.
Kolekcja jego dzieł znajduje się w muzeum jego imienia – oddziale Lwowskiego Muzeum Sztuki Ukraińskiej, mieszczącym się przy ulicy Iwana Trusza 28.
W roku 1996 odsłonięto we Lwowie przy ulicy Iwana Franki pomnik malarza, autorstwa rzeźbiarza Serhija Oleszko.

## Galeria

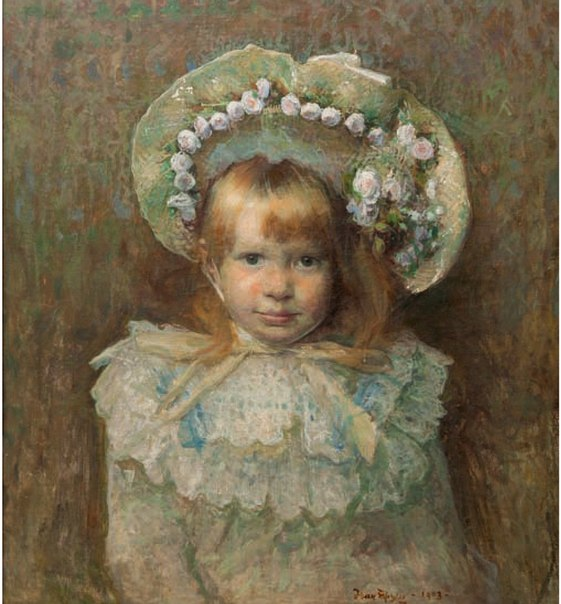
Portret Katarzyny Hruszewskiej, 1903 Muzeum Historii i Pamięci Michajła Hruszewskiego w Kijowie
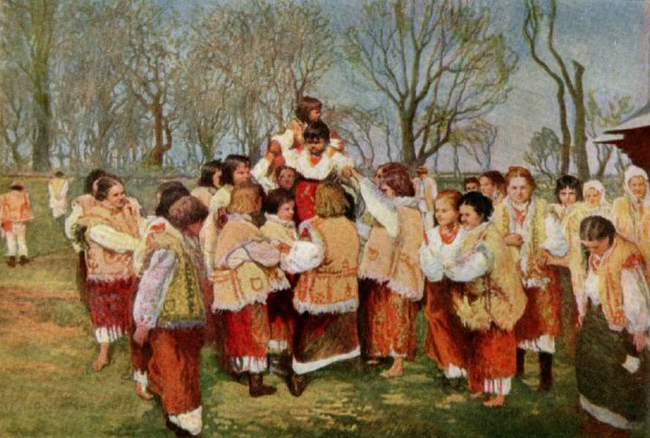
Hahilky, 1905 Muzeum Narodowe we Lwowie imienia Andrzeja Szeptyckiego
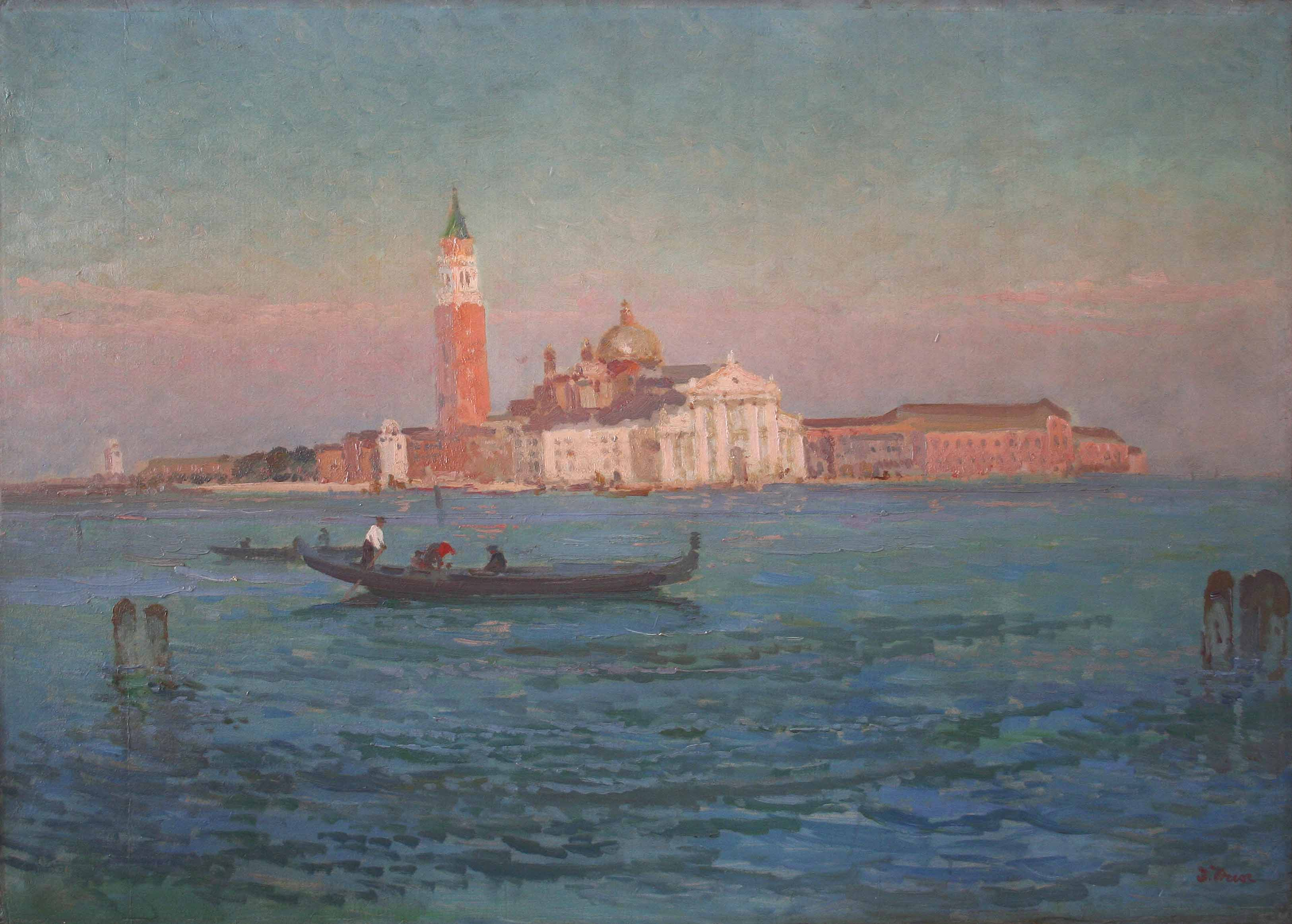
Wenecja (San Giorgio Maggiore), 1908 Muzeum Narodowe we Lwowie imienia Andrzeja Szeptyckiego
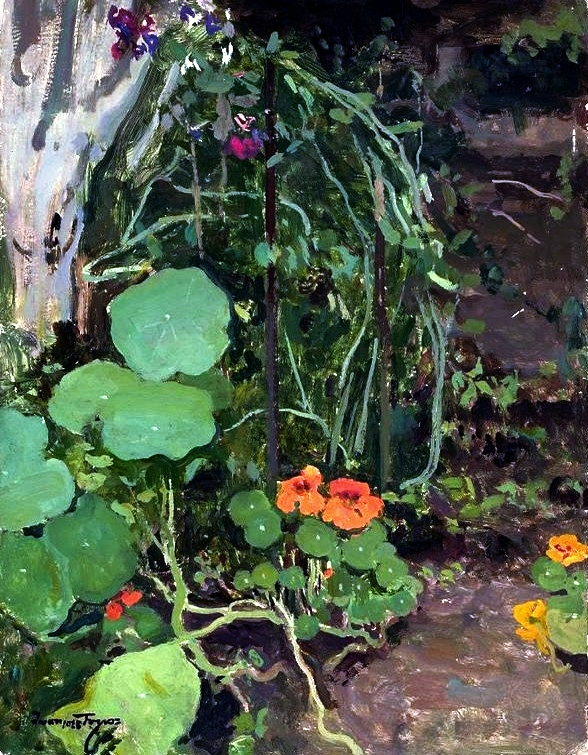
Nasturcje III, 1928 Muzeum Narodowe w Warszawie
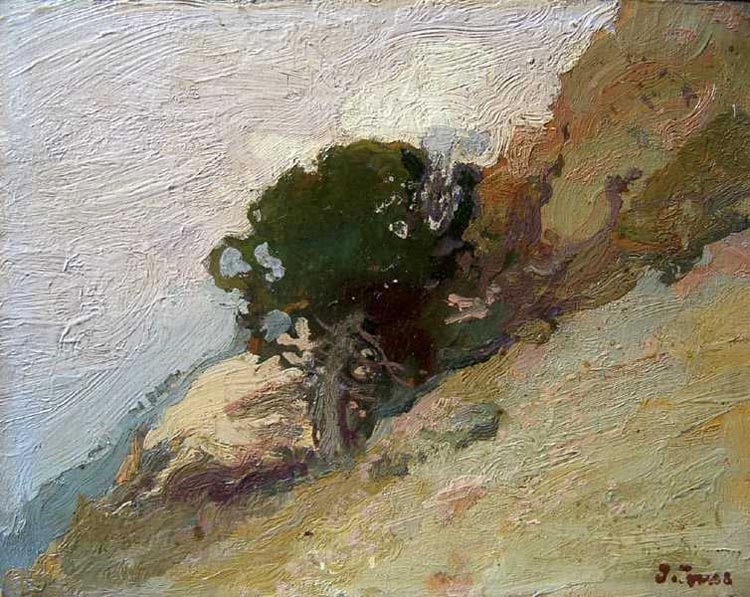
Pejzaż, przed 1939